# Яворець
Я́ворець (болг. Яворец) — село в Габровській області Болгарії. Входить до складу общини Габрово.

## Населення
За даними перепису населення 2011 року у селі проживали 454 особи.
Національний склад населення села:
| Національність   | Кількість осіб | Відсоток |
| ---------------- | -------------- | -------- |
| болгари          | 421            | 96,1%    |
| цигани           | 8              | 1,8%     |
| турки            | 0              | 0%       |
| інша             | 9              | 2,1%     |
| не визначились   | 0              | 0%       |
| Всього відповіли | 438            |          |

Розподіл населення за віком у 2011 році:
Динаміка населення: